# Stenodema sibirica
Stenodema sibirica (лат.) — вид клопов-слепняков рода Stenodema из подсемейства Mirinae (Miridae).

## Распространение
Южная Сибирь, Дальний Восток России, Корея, Монголия, северный Китай.

## Описание
Растительноядные клопы удлинённой формы. Длина 5,8—6,8 мм (до 9 мм). От близких видов отличается следующими признаками: лоб, выступающий над основанием наличника; волоски на хемилитроне простые; хемилитрон коричневый до тёмно-коричневого медиально и жёлтый до бледно-коричневого по внешнему краю; у самца отношение ширина вертекса/глаз 2,1—2,4; лабиум достигает мезококсы, но не превосходит её; заднее бедро лишь слегка сужается к вершине, без шипов; волоски на заднем крае заднего бедра такие же густые, как на других частях бедра, короче половины заднего бедра; задние голени не изогнуты базально; вздутие на проплевре изогнуто; отношение длины антеннального сегмента I к ширине головы у самца 1,0, у самки 0,9—1,0; отношение длины антеннального сегмента I к длине пронотума у самца 0,8—0,9, у самки 0,8; антеннальный сегмент I шире или немного уже диаметра глаза; бороздка на задней части мезоплевр отсутствует; парные ямки между calli отсутствуют, волоски на антеннальном сегменте I короче ширины антеннального сегмента I.